# Mancha Blanca (Lanzarote)
Mancha Blanca es una localidad del municipio de Tinajo, Lanzarote, Canarias, España. En 2022 contaba con 830 habitantes. Situada al suroeste de la capital municipal, es la sede de la ermita de la Virgen de los Dolores o de los Volcanes (patrona de Lanzarote).

## Historia
Mancha Blanca está justo al borde de los campos de lava del Parque Nacional de Timanfaya. Durante las erupciones volcánicas de 1730 a 1736, y la última gran erupción en 1824, la lava se solidificó a pocos metros del sitio. En ambas ocasiones los lugareños buscaron la ayuda divina. El 16 de abril de 1735 llevaron en procesión una imagen de la Virgen de los Dolores de la iglesia de San Roque de Tinajo, marchado hacia la corriente de lava, que se detuvo en la Montaña de Guiguan.
Los residentes del pueblo prometieron construir una ermita para la figura de la Virgen, que inicialmente se completó en 1781 en forma de una pequeña capilla. Durante la posterior y última erupción volcánica de 1824, la Virgen de los Dolores volvió a salvar a Mancha Blanca de las masas de lava ―según la interpretación de los creyentes―. El santuario actual, fue construido finalmente en 1862.
En agradecimiento por el rescate de Mancha Blanca, la imagen de la Virgen se lleva cada año el 15 de septiembre en una solemne procesión por el entorno de la ermita-santuario de Mancha Blanca y se celebra una ofrenda a la virgen.

## Centro de visitantes de Timanfaya
A menos de 2 km del pueblo se encuentra el Centro de visitantes e interpretación de Timanfaya, un moderno edificio que acoge una exposición permanente que explica el fenómeno vulcanológico de Canarias y de Timanfaya, además de su flora, fauna y litoral. Cuenta también con sala de audiovisuales, que por medio de montaje fotográfico y videos explican la historia del Parque Nacional.

## Galería

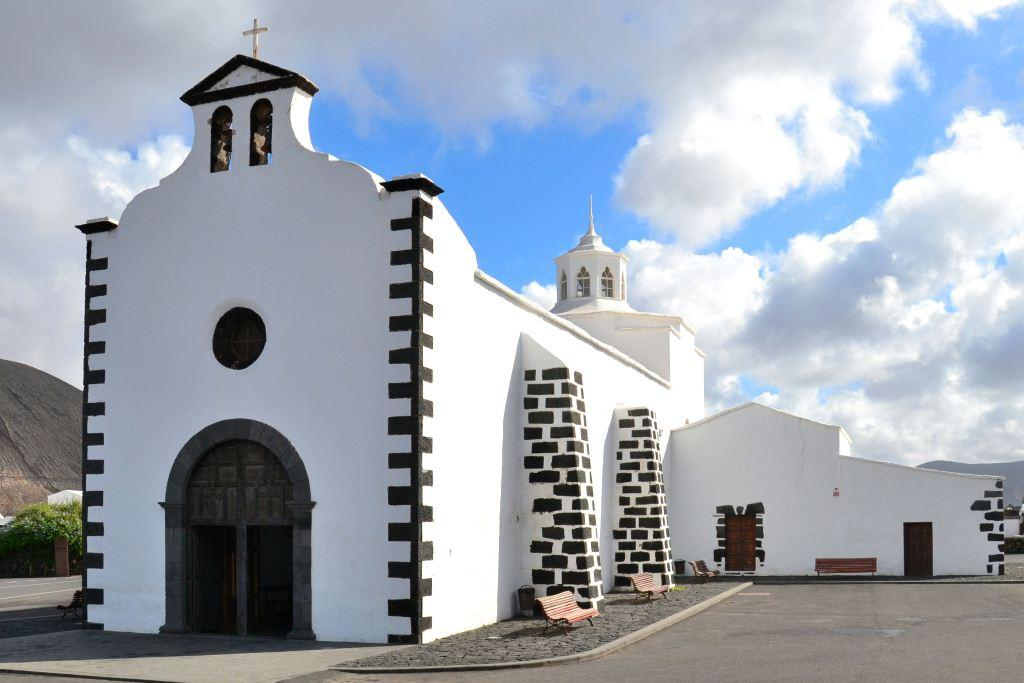
Ermita de los Dolores
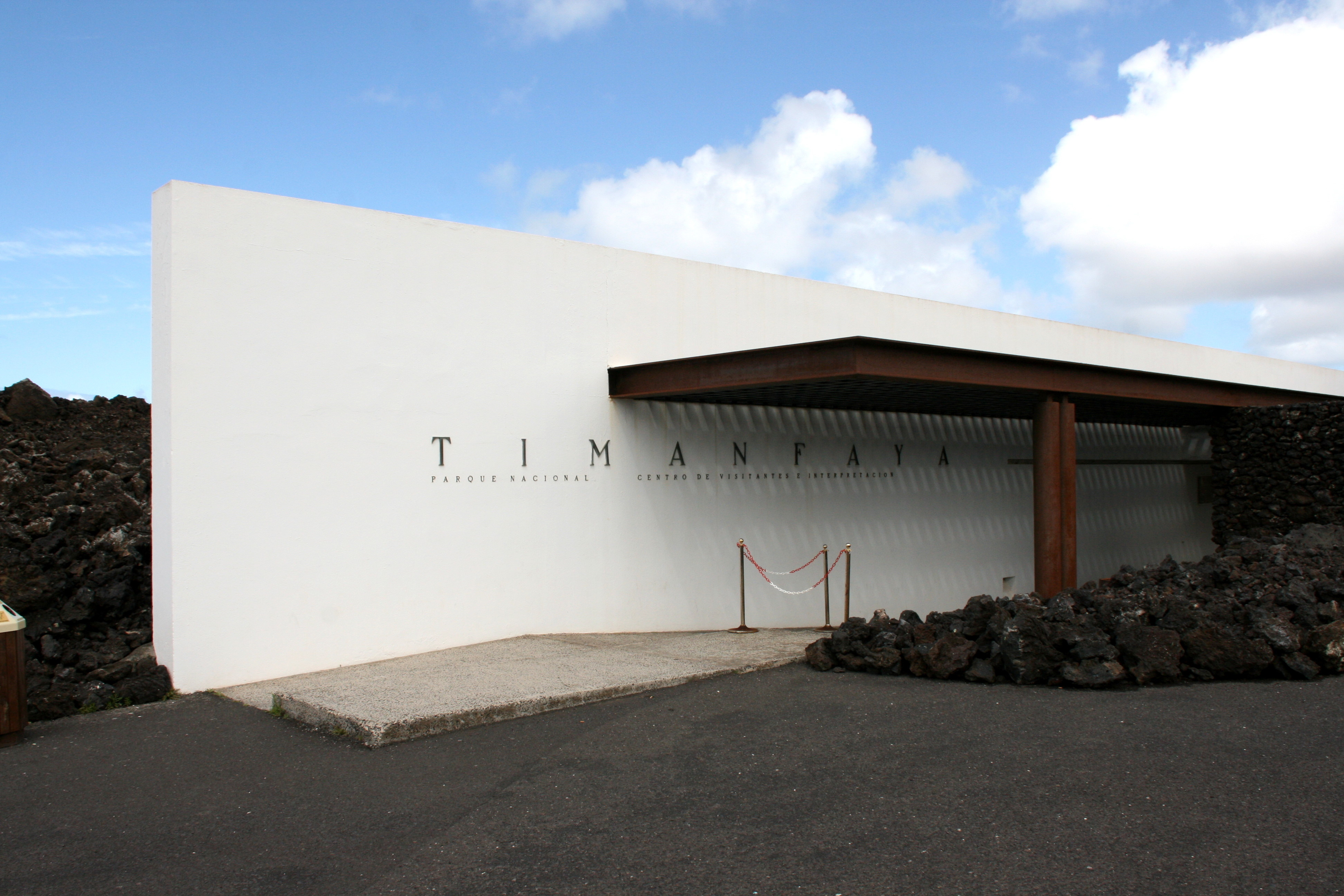
Centro de visitantes
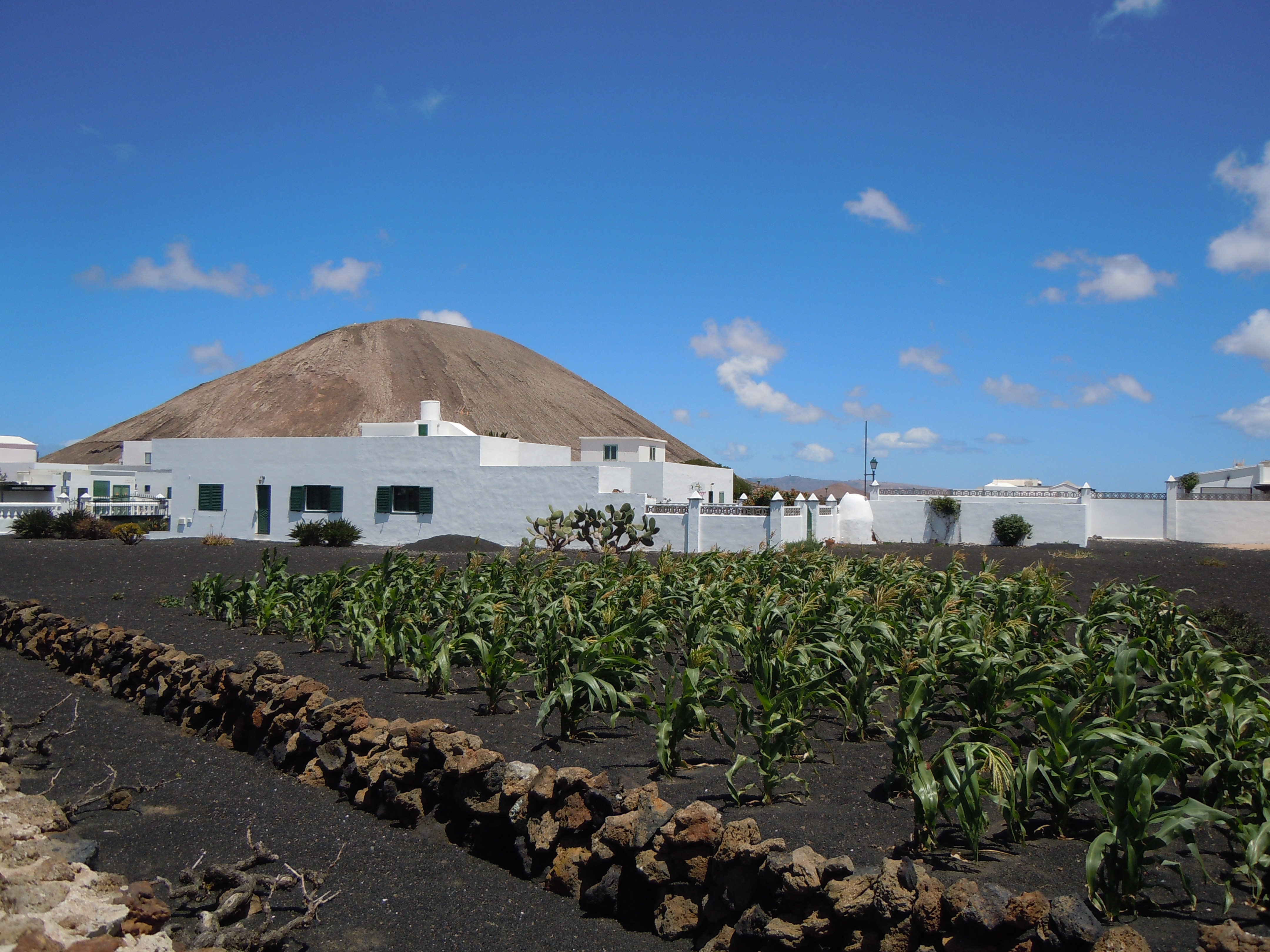
Montaña de Tinache